# São Miguel do Prado
São Miguel do Prado is een plaats (freguesia) in de Portugese gemeente Vila Verde en telt 727 inwoners (2001).